# Незнакомка (альбом)
«Незнакомка» — одиннадцатый студийный альбом российского поп-певца Филиппа Киркорова из 19 композиций.

## Список композиций
| №   | Название                                                        | Текст песни        | Музыка                 | Длительность |
| --- | --------------------------------------------------------------- | ------------------ | ---------------------- | ------------ |
| 1.  | «Роза чайная» (и Маша Распутина, сокращённая, 2003)             | В.Степанов         | К.Метов                | 4:22         |
| 2.  | «Жестокая любовь» (2002)                                        | О.Попков           | О.Попков               | 3:47         |
| 3.  | «Мечта» (и Маша Распутина, сокращённая, 2003)                   | А.Морсин           | И.Пеев                 |              |
| 4.  | «Дай огня детка!» (сокращённая, 2002)                           | А.Морсин           | Л.Мендез               |              |
| 5.  | «Немного жаль» (сокращённая, 2003)                              | И.Николаев         | И.Николаев             |              |
| 6.  | «Тебя люблю я / Моя малютка» (сокращённая, 2003)                | А.Морсин           | Р.Мало                 |              |
| 7.  | «Зайки врозь / Ты это брось» (2002)                             | А.Морсин           | М.Сончини; И.Альберини |              |
| 8.  | «Эгоистка» (2003)                                               | Е.Муравьёв         | А.Укупник              |              |
| 9.  | «Come & dance» (сокращённая, 1999)                              | М.Шем              | Ц.Пик                  |              |
| 10. | «Радио-бейби» (сокращённая, 2002)                               | К.Кавалерян        | К.Брейтбург            |              |
| 11. | «Незнакомка» (2003)                                             | А.Славоросов       | О.Молчанов             |              |
| 12. | «Флейтист» (2003)                                               | Е.Муравьёв         | А.Укупник              |              |
| 13. | «Первая ночь нашей любви» (2003)                                | С.Белявская        | А.Укупник              |              |
| 14. | «Душа и песня» (1998)                                           | И.Резник           | Б.Манилоу              |              |
| 15. | «Все отдам я за любовь» (2002)                                  | А.Карпов, А.Морсин | Д.Кандер               |              |
| 16. | «С шиком-блеском» (2 версия, 2002)                              | А.Карпов, А.Морсин | Д.Кандер               |              |
| 17. | «Жестокая любовь» (remake D.Moss и A'A Kim, сокращённая, 2002)  | О.Попков           | О.Попков               |              |
| 18. | «Роза чайная» (и Маша Распутина, remix Vlad Zhukov, 2003)       | В.Степанов         | К.Метов                |              |
| 19. | «Роза чайная» (и Маша Распутина, remix Sergey Chelobanov, 2003) | В.Степанов         | К.Метов                |              |

## Создатели альбома
- Автор идеи и продюсер: Филипп Киркоров
- Эксклюзивный дистрибьютор: группа компаний "RONEeS"
- Номер АБП 0053

### Оформление
- Мастеринг: А.Чудопалов
- Фото: Зинаида Орлова
- Дизайн: дизайн-студия "QP слона"

### Аранжировки
- 1, 6, 18-19 - Дмитрий Мосс
- 2, 17 - Сергей Ананьев (Магнит)
- 5 - Артур А'Ким
- 3, 4, 7, 9, 10 - "Iron Beat Production", Артур А'Ким, Дмитрий Мосс
- 8 - Артем Брауэр
- 11 - Вадим Володин
- 12-14 - Серж

### Запись и сведение
- 1-10, 17-19 - "Iron Beat Production", Артур А'Ким, Дмитрий Мосс
- 11 - Вадим Володин
- 12-14 - Серж

Запись:
- 15-16 - "Air Studio" (Лондон), студия "Мосфильм" (Москва)

Сведение:
- 15-16 - Dan Hetzel (Cove City Sound Studios, L.I. New York), Василий Крачковский

## Клипы
1. «Роза чайная» — 2003 год

2. «Жестокая любовь» — 2002 год

3. «Мечта» — 2003 год

5. «Немного жаль» — 2003 год

10. «Радио-бейби» — 2003 год

15. «С шиком-блеском» — 2003 год

## Награды
- 1999 год:
  - 5 мая: Международная премия World Music Awards в Монте-Карло, песня «Come and dance». Артист получил свою 2ю премию как самый популярный исполнитель России, лидер по продажам звуконосителей «Best selling Russian Artist».
- 2002 год:
  - фестиваль Песня года — песни «Жестокая любовь», «Дай огня, детка!»
- 2003 год:
  - фестиваль Песня года — песни «Немного жаль», «Роза чайная», «Радио-Бейби»
  - премия Золотой граммофон — песни «Жестокая любовь», «Роза чайная»
  - премия Звуковая дорожка МК — песни «Радио-Бейби», «Мечта»
  - 21 декабря: премия «Высшая лига», «Дуэт года» с М.Распутиной — «Роза чайная», «Мечта»
- 2004 год:
  - премия Золотой граммофон — песня «Немного жаль»

## Концерты
Песни с этого альбома стали основой для нового шоу Киркорова «Лучшие песни» 12-13 марта 2003 года в ГЦКЗ Россия.